# Lago Wisconsin
Il lago Wisconsin o lago glaciale Wisconsin (in inglese Glacial Lake Wisconsin) fu un lago proglaciale preistorico che occupò la Pianura Centrale, parte del territorio dell'attuale Wisconsin, negli Stati Uniti d'America, esistito alla fine dell'ultima era glaciale fra 18 000 e 14 000 anni fa. Era caratterizzato da una superficie all'incirca comparabile all'attuale Gran Lago Salato, nello Utah.
Il lago si era originato per effetto di una diga glaciale sformata dallo sconfinamento meridionale di una lingua del Green Bay Lobe, parte del Ghiacciaio Laurentide, che quando iniziò a ritirarsi lasciò la possibilità di defluire le sue acque, si presume molto velocemente, attraverso uno spazio al confine orientale delle colline Baraboo e nella sezione inferiore dell'attuale corso del fiume Wisconsin inondando in modo catastrofico le vallate a sud di Stevens Point.